# Filmografia Lillianei Gish
Aceasta este filmografia actriței Lillian Gish.
Filme mute: 1912 –  1913 – 1914 – 1915 – 1916 –  1917 – 1918 – 1919 – Anii 1920 
 Cu sonor:  Anii 1930 – Anii 1940 – Anii 1950 – Anii 1960 – Anii 1970 – Anii 1980 – Note

## Filme mute

### 1912
| - An Unseen Enemy (1912) - Two Daughters of Eve (1912) - So Near, Yet So Far (1912) - In the Aisles of the Wild (1912) - The One She Loved (1912) - The Painted Lady (1912) - The Musketeers of Pig Alley (1912) | - Gold and Glitter (1912) - My Baby (1912) - The Informer (1912) - Brutality (1912) - The New York Hat (1912) - The Burglar's Dilemma (1912) - A Cry for Help (1912) |

### 1913
| - Oil and Water (1913) - The Unwelcome Guest (1913) - A Misunderstood Boy (1913) - The Left-Handed Man (1913) - The Lady and the Mouse (1913) - The House of Darkness (1913) - Just Gold (1913) - A Timely Interception (1913) - The Mothering Heart (1913) | - During the Round-Up (1913) - An Indian's Loyalty (1913) - A Woman in the Ultimate (1913) - A Modest Hero (1913) - So Runs the Way (1913) - Madonna of the Storm (1913) - The Battle at Elderbush Gulch (1913) - The Conscience of Hassan Bey (1913) |

### 1914
| - A Duel For Love (1914) - The Green-Eyed Devil (1914) - Judith of Bethulia (1914) - The Battle of the Sexes (1914) - The Hunchback (1914) - The Quicksands (1914) - Home, Sweet Home (1914) | - Lord Chumley (1914) - The Rebellion of Kitty Belle (1914) - The Angel of Contention (1914) - Man's Enemy (1914) - The Tear That Burned (1914) - The Folly of Anne (1914) - The Sisters (1914) |

### 1915
| - The Birth of a Nation (1915) - The Lost House (1915) - Enoch Arden (1915) | - Captain Macklin (1915) - The Lily and the Rose (1915) |

### 1916
| - Pathways of Life (1916) - Daphne and the Pirate (1916) - Sold for Marriage (1916) - An Innocent Magdalene (1916) | - Intolerance (1916) - Diane of the Follies (1916) - The Children Pay (1916) - The House Built Upon Sand (1916) |

### 1917
- Souls Triumphant (1917)

### 1918
| - Hearts of the World (1918) - The Great Love (1918) | - Lillian Gish in a Liberty Loan Appeal (1918) - The Greatest Thing in Life (1918) |

### 1919
| - A Romance of Happy Valley (1919) - Broken Blossoms (1919) | - True Heart Susie (1919) - The Greatest Question (1919) |

### Anii 1920
| - Remodeling Her Husband (1920)(*director only) - Way Down East (1920) - Orphans of the Storm (1921) - The White Sister (1923) - Romola (1924) - Ben-Hur: A Tale of the Christ (1925) (uncredited extra) | - La Bohème (1926) - The Scarlet Letter (1926) - Annie Laurie (1927) - The Enemy (1927) - The Wind (1928) |

## Cu sonor

### Anii 1930
| - One Romantic Night (aka The Swan) (1930) | - His Double Life (1933) |

### Anii 1940
| - Commandos Strike at Dawn (1942) - Top Man (aka Man of The Family) (1943) - Miss Susie Slagle's (1946) - Duel in the Sun (1946) | - Portrait of Jennie (1948) - Outward Bound (TV) (1949) - The Late Christopher Bean (TV) (1949) |

### Anii 1950
| - The Joyous Season (TV) (1951) - Ladies in Retirement (TV) (1951) - The Autobiography of Grandma Moses (TV) (1952) - The Trip to Bountiful (TV) (1953) - The Quality of Mercy (TV) (1954) - The Corner Druggist (TV) (1954) - Film Fun (1955) (nemenționat) | - The Cobweb (1955) - The Night of the Hunter (1955) - I, Mrs. Bibb (TV) (1955) - The Sound and the Fury (TV) (1955) - The Day Lincoln Was Shot (TV) (1956) - Morning's At Seven (TV) (1956) - Orders to Kill (1958) |

### Anii 1960
| - The Grass Harp (TV) (1960) - The Unforgiven (1960) - Mr. Novak as Miss Phipps in "Hello, Miss Phipps" (NBC-TV, 1963) - Stowaway (TV) (1964) - The Alfred Hitchcock Hour Episode: "Body in the Barn" (CBS-TV) (1964) | - Follow Me, Boys! (1966) - Warning Shot (1967) - The Comedians (1967) - The Comedians in Africa (1967) - Arsenic and Old Lace (1969) (TV) |

### Anii 1970
| - Twin Detectives (1976) (TV) - Sparrow (1978) (TV) | - A Wedding (1978) |

### Anii 1980
| - Thin Ice (1981) (TV) - Hobson's Choice (1983) (TV) - Hambone and Hillie (1984) | - Adventures of Huckleberry Finn (1985) (TV) - Sweet Liberty (1986) - The Whales of August (1987) |